# Марион (округ, Кентукки)
Ма́рион (англ. Marion County) — округ в США, штате Кентукки. Официально образован в 1834 году. По состоянию на 2010 год численность населения составляла 19 820 человек. Получил своё название в честь американского военного деятеля и участника Войны за независимость США Фрэнсиса Мэриона.

## География
По данным Бюро переписи США, общая площадь округа равняется 898,4 км², из которых 897,1 км² суша и 1,2 км² или 0,14 % это водоёмы.

### Соседние округа
- Вашингтон  (север)
- Бойл  (северо-восток)
- Кейси  (юго-восток)
- Тейлор  (юг)
- Ла-Ру  (юго-запад)
- Нельсон  (северо-запад)

## Население
По данным переписи населения 2000 года в округе проживает 18 212 жителей в составе 6 613 домашних хозяйств и 4 754 семей. Плотность населения составляет 20,00 человек на км2. На территории округа насчитывается 7 277 жилых строений, при плотности застройки около 8,10-ти строений на км2. Расовый состав населения: белые — 89,17 %, афроамериканцы — 9,12 %, коренные американцы (индейцы) — 0,09 %, азиаты — 0,43 %, гавайцы — 0,01 %, представители других рас — 0,35 %, представители двух или более рас — 0,82 %. Испаноязычные составляли 0,79 % населения независимо от расы.
В составе 35,60 % из общего числа домашних хозяйств проживают дети в возрасте до 18 лет, 53,80 % домашних хозяйств представляют собой супружеские пары проживающие вместе, 13,70 % домашних хозяйств представляют собой одиноких женщин без супруга, 28,10 % домашних хозяйств не имеют отношения к семьям, 24,40 % домашних хозяйств состоят из одного человека, 10,10 % домашних хозяйств состоят из престарелых (65 лет и старше), проживающих в одиночестве. Средний размер домашнего хозяйства составляет 2,58 человека, и средний размер семьи 3,06 человека.
Возрастной состав округа: 25,20 % моложе 18 лет, 9,90 % от 18 до 24, 30,30 % от 25 до 44, 21,70 % от 45 до 64 и 12,80 % от 65 и старше. Средний возраст жителя округа 35 лет. На каждые 100 женщин приходится 102,30 мужчин. На каждые 100 женщин старше 18 лет приходится 101,60 мужчин.
Средний доход на домохозяйство в округе составлял 30 387 USD, на семью — 35 648 USD. Среднестатистический заработок мужчины был 27 826 USD против 20 699 USD для женщины. Доход на душу населения составлял 14 472 USD. Около 15,80 % семей и 18,60 % общего населения находились ниже черты бедности, в том числе — 21,80 % молодёжи (тех, кому ещё не исполнилось 18 лет) и 17,90 % тех, кому было уже больше 65 лет.